# Cyriocosmus leetzi
Cyriocosmus leetzi là một loài nhện trong họ Theraphosidae.
Loài này thuộc chi Cyriocosmus. Cyriocosmus leetzi được miêu tả năm 1999 bởi Vol.